# Silvergruva

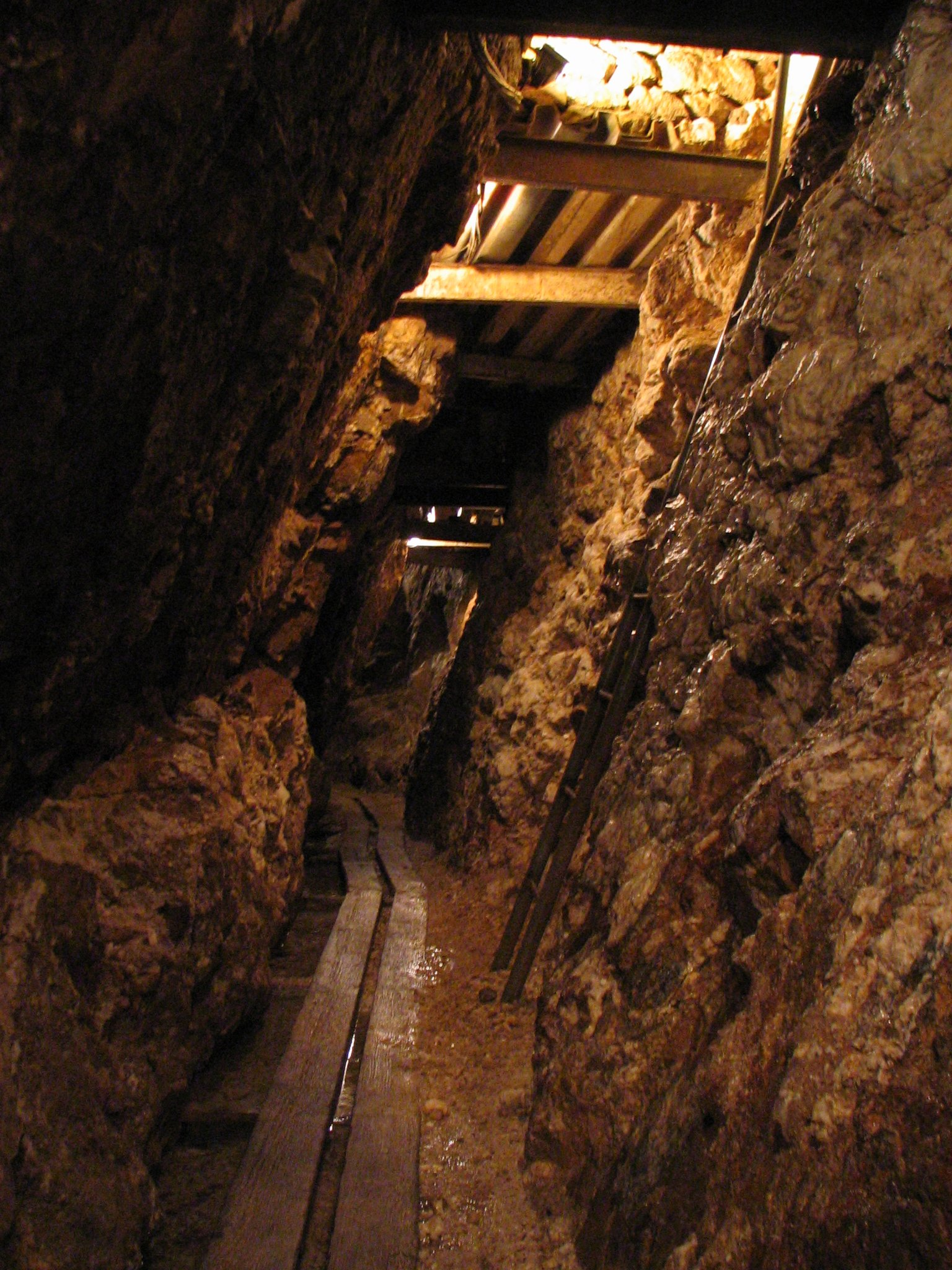
En silvergruva.

Silvergruva är en gruva där man bryter eller har brutit silver. Silverbrytning har funnits sedan antiken och omnämns i första Mosebok.